# Bilusius valiko
Bilusius valiko är en insektsart som beskrevs av Logvinenko 1974. Bilusius valiko ingår i släktet Bilusius och familjen dvärgstritar. Inga underarter finns listade i Catalogue of Life.